# Mucur
Mucur là một huyện thuộc tỉnh Kırşehir, Thổ Nhĩ Kỳ. Huyện có diện tích 1122 km² và dân số thời điểm năm 2007 là 19445 người, mật độ 17 người/km².